# Eusirella multicalceola
Eusirella multicalceola is een vlokreeftensoort uit de familie van de Eusiridae. De wetenschappelijke naam van de soort is voor het eerst geldig gepubliceerd in 1941 door Thorsteinson.